# José Manuel Mourinho Félix
José Manuel Mourinho Félix (Ferragudo, 1938. február 12. – Setúbal, 2017. június 25.) válogatott portugál labdarúgó, kapus, edző.

## Pályafutása

### Klubcsapatban
1955 és 1968 között a Vitória csapatában védett, ahol két portugál kupa győzelmet ért el az együttessel. 1968 és 1974 között a Belenenses játékosa volt.

### A válogatottban
1972-ben egy alkalommal szerepelt a portugál válogatottban.

### Edzőként
1976 és 1996 között több csapatnál dolgozott vezetőedzőként. A Rio Ave együttesénél az 1981–82-es és az 1983–84-es idényben tevékenykedett. Az utóbbi szezonban portugál kupa-döntős volt a csapattal. Korábbi klubjainál is dolgozott. A Belenenses csapatánál az 1982–83-as idényben, a Vitóriánal 1995-ben és 1996-ban irányította szakma munkát.

## Sikerei, díjai

### Játékosként
Vitória
- Portugál kupa (Taça de Portugal)
  - győztes (2): 1965, 1967
  - döntős (3): 1962, 1966, 1968

### Edzőként
Rio Ave
- Portugál kupa (Taça de Portugal)
  - döntős: 1984